# モハメド・ワヒード・ハサン
モハメド・ワヒード・ハッサン（ディベヒ語: ޑރ. މުޙައްމަދު ވަޙީދު ޙަސަން މަނިކު、英: Mohamed Waheed Hassan、1953年1月3日 - ）は、モルディブの政治家。同国大統領、副大統領を務めた。

## 経歴
アメリカ合衆国のスタンフォード大学で博士号を取得。1980年、モルディブ憲法議会議員に任命される。 1989年、モルディブ人民議会議員選挙で当選。1991年から2006年まで、ユニセフに勤務した。2008年6月に帰国して、国民統一党を結成。 2008年10月のモルディブ大統領選挙に副大統領候補として出馬し、当選した。 2012年2月7日にモハメド・ナシード大統領が野党との対立やデモにより辞職すると、第5代モルディブ大統領に昇格。2013年11月11日に前大統領の分の任期を満了したが、大統領選挙が延期され続けたため、11月17日まで暫定大統領として職務を執行した。しかし、大統領選挙の最中の11月15日、録画した辞任メッセージをメディアに公表し、診察を受ける妻に同行するとしてシンガポールへ向け出国した。